# Sunkist Family
Sunkist Family (썬키스 패밀리?) è un film sudcoreano del 2019.

## Trama
Joon-ho e Yoo-mi, genitori di tre figli, hanno superato i vent'anni di matrimonio ma sono ancora profondamente innamorati; a causa della figlia minore, che non vuole dormire da sola, i due non riescono tuttavia da tempo ad avere un rapporto sessuale, cosa che provoca in Yoo-mi una certa frustrazione. Quando la giovane e avvenente Mi-hee si trasferisce nell'appartamento accanto al loro, Yoo-mi finisce per fraintendere completamente alcuni comportamenti del marito, scambiandola per la sua amante.

## Distribuzione
La pellicola ha goduto di una distribuzione a livello nazionale a cura della Megabox, a partire dal 27 marzo 2019.